# Peignot (Schriftart)

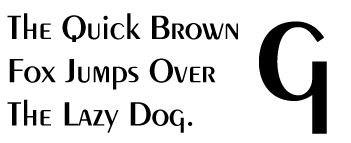
Peignot Beispieltext

Peignot ist eine serifenlose Schrift, die insbesondere durch die Kleinbuchstabenbelegung auffällt, bei der Versal- und Minuskelelemente miteinander vermischt wurden.
Peignot wurde 1937 von A. M. Cassandre entworfen, bei der französischen Schriftgießerei Deberny & Peignot in Auftrag gegeben und ist seit ihrer Veröffentlichung eine beliebte Anzeigeschrift für Werbung und Plakate. Sie ist dekorativ und gleichzeitig gut lesbar. Als Textschrift wird Peignot nicht häufig genutzt. 
Stilistisch handelt es sich um eine serifenlose Schrift im Art-déco-Stil, bei der die vertikalen Striche meist deutlich breiter als die horizontalen sind.
In den 1970er gab es ein Revival, als die Mary Tyler Moore Show und die zweite Staffel von That's My Mama die Schriftart Peignot verwendeten.

„Adolphe Mouron Cassandre entwarf 1937 die Peignot für die Schriftgießerei Deberny & Peignot in Paris in der Bemühung eine Einheitsschrift zu schaffen, welche durch den Verzicht auf Kleinbuchstaben – mit Ausnahme des b, d und des f – die Notwendigkeit unterschiedlicher Formen für Groß- und Kleinschreibung infrage stellte. Die Schrift bot erstmalig einen Unterkasten an, in dem die Großbuchstaben mit Ober- und Unterlängen versehen waren, und versuchte mit kontrastierender Strichstärke auch die Lesbarkeit zu berücksichtigen. Cassandre war der Auffassung, so den eigentlichen Charakter römischer Lettern in seiner Serifenlosen verkörpert zu haben.
Die mehr als Text- und weniger als Zierschrift angedachte Peignot traf allerdings zur großen Enttäuschung Cassandres auf wenig Echo.“

Die Markenrechte der Schriftart Peignot liegen bei Linotype. Vertrieben wird sie sowohl von Linotype als auch von Adobe Inc.

## Von Peignot inspirierte Schriften
- SF Intellivised[5]